# Botriderídeos
Botriderídeos (Bothrideridae) é uma família de besouros da subordem Polyphaga. Eles são conhecidos comumente como besouros formadores de casulo ou besouros de casca seca. Eles ocorrem em todo o mundo com a maioria nativa dos trópicos do Velho Mundo.

## Descrição
Esses besouros têm de 1,4 a 12 milímetros de comprimento quando adultos. Eles geralmente têm corpos muito alongados, alguns mais de 4 vezes mais longos do que largos. Eles podem ser cilíndricos ou um pouco achatados. Eles são de cor amarela a preta, alguns com vários padrões e alguns com manchas vermelhas. Eles são sem pêlos a ligeiramente peludos ou de textura escamosa. As antenas têm 9 a 11 segmentos e geralmente são em forma de clava nas pontas. As larvas têm até 18 milímetros de comprimento e são de forma alongada.

## Biologia e ecologia
A maioria dos besouros desta família vive sob a casca das árvores. Espécies da subfamília Anommatinae vivem no solo, principalmente a camada superior rica em composto e serapilheira orgânica.
As larvas de algumas espécies são ectoparasitóides de outros insetos, incluindo outros besouros, vespas da madeira e abelhas carpinteiras. Essas espécies se alimentam de insetos hospedeiros; espécies não parasitas geralmente se alimentam de fungos.

## Diversidade

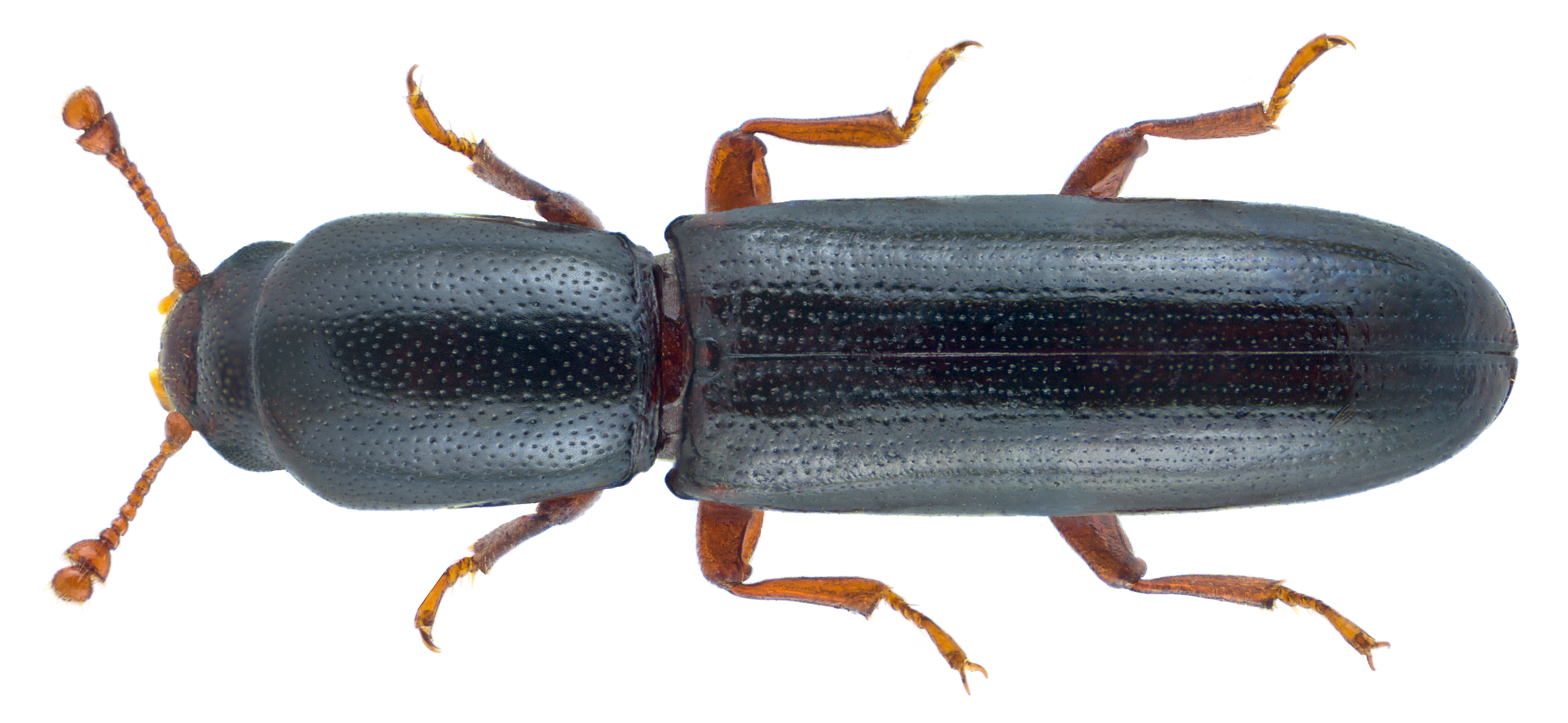
Teredus cylindricus

Existem quatro subfamílias: Bothriderinae, Teredinae, Xylariophilinae e Anommatinae. Estes contêm cerca de 38 gêneros com cerca de 400 espécies descritas.
Os gêneros incluem:
- Abromus
- Anommatus
- Bothrideres
- Dastarcus
- Deretaphrus
- Lithophorus
- Ogmoderes
- Oxylaemus
- Prolyctus
- Rustleria
- Sosylus
- Teredus
- Xylariophilus